# Masayoshi Morita
Masayoshi Morita (jap. 森田 政義  Morita Masayoshi; ur. 29 września 1884 roku, zm. 21 marca 1939 roku) – japoński przedsiębiorca, prawnik, polityk, członek Izby Reprezentantów z ramienia Konstytucyjnego Stowarzyszenia Przyjaciół Polityki (Rikken Seiyūkai). 
W 1914 ukończył prawo na Uniwersytecie Meiji. Ojciec japońskiej piosenkarki i artystki Masako Ōya, żony byłego prezesa korporacji Teijin oraz polityka Shinzō Ōya. Jego rodzina pochodzi z Osaki i prefektury Kumamoto.